# Premio Internacional Alfonso Reyes
El Premio Alfonso Reyes es un premio mexicano que se otorga por la distinción a la trayectoria, los méritos y las aportaciones dentro de la investigación literaria. El Premio Internacional Alfonso Reyes premia la excelencia de la obra de un escritor, tal como fue la de Alfonso Reyes, autor de Visión de Anáhuac y Junta de sombras, entre otras obras.
Desde su creación el Premio Internacional Alfonso Reyes es otorgado por el Consejo Nacional para la Cultura y las Artes (Conaculta), el Instituto Nacional de Bellas Artes (INBA), la Sociedad Alfonsina Internacional, el gobierno del estado de Nuevo León por conducto del Consejo para la Cultura y las Artes (Conarte), la Universidad Autónoma de Nuevo León, la Universidad Regiomontana y el Instituto Tecnológico y de Estudios Superiores de Monterrey.
El galardón, instaurado a iniciativa de Francisco Zendejas y de Alicia Zendejas en 1972, es un homenaje al escritor regiomontano Alfonso Reyes, como reconocimiento a la obra ejemplar que surgió de su pluma.
La primera entrega de este premio se realizó en 1973.

## Galardonados
| Año  | Nombre                       | País                    |
| ---- | ---------------------------- | ----------------------- |
| 1973 | Jorge Luis Borges            | Argentina               |
| 1974 | Marcel Bataillon             | Francia                 |
| 1975 | Alejo Carpentier             | Cuba                    |
| 1976 | André Malraux                | Francia                 |
| 1977 | Jorge Guillén                | España                  |
| 1978 | James Willis Robb            | Estados Unidos          |
| 1979 | Carlos Fuentes               | México                  |
| 1980 | Ernesto Mejía Sánchez        | Nicaragua               |
| 1981 | Jacques Soustelle            | Francia                 |
| 1982 | José Luis Martínez Rodríguez | México                  |
| 1983 | Paulette Patout              | Francia                 |
| 1984 | Rubén Bonifaz Nuño           | México                  |
| 1985 | Octavio Paz                  | México                  |
| 1986 | Alí Chumacero                | México                  |
| 1987 | Gutierre Tibón               | Italia, México          |
| 1988 | Ramón Xirau                  | España, México          |
| 1989 | Laurette Sejourné            | Francia, México         |
| 1990 | Adolfo Bioy Casares          | Argentina               |
| 1991 | Andrés Henestrosa            | México                  |
| 1992 | Arnaldo Orfila Reynal        | Argentina               |
| 1993 | Joaquín Díez-Canedo Manteca  | España                  |
| 1994 | Germán Arciniegas            | Colombia                |
| 1995 | Juan José Arreola            | México                  |
| 1996 | No otorgado                  | No otorgado             |
| 1997 | No otorgado                  | No otorgado             |
| 1998 | No otorgado                  | No otorgado             |
| 1999 | No otorgado                  | No otorgado             |
| 2000 | Arturo Uslar Pietri          | Venezuela               |
| 2001 | Miguel León-Portilla         | México                  |
| 2002 | Rafael Gutiérrez Girardot    | Colombia                |
| 2003 | Harold Bloom                 | Estados Unidos          |
| 2004 | José Emilio Pacheco          | México                  |
| 2005 | António Cândido              | Brasil                  |
| 2006 | Margit Frenk Alatorre        | Alemania, México        |
| 2007 | George Steiner               | Francia, Estados Unidos |
| 2008 | Ernesto de la Peña           | México                  |
| 2009 | Alfonso Rangel Guerra        | México                  |
| 2010 | Mario Vargas Llosa           | Perú, España            |
| 2011 | Eduardo Lizalde              | México                  |
| 2012 | Ignacio Bosque               | España                  |
| 2013 | Fernando del Paso            | México                  |
| 2014 | Ida Vitale                   | Uruguay                 |
| 2015 | Sergio Pitol                 | México                  |
| 2016 | No otorgado                  | No otorgado             |
| 2017 | Alberto Manguel              | Argentina, Canadá       |
| 2018 | Adolfo Castañón              | México                  |
| 2019 | Héctor Perea                 | México                  |
| 2020 | Carlos García Gual           | España                  |
| 2021 | Liliana Weinberg Marchevsky  | México                  |
| 2022 | María Malva Flores García    | México                  |
| 2023 | Elsa Cross                   | México                  |